# Język korupun
Język korupun (a. korapun), także: korupun-sela, kimyal – język transnowogwinejski używany w indonezyjskiej prowincji Papua, w dystrykcie Kurima w górach wschodnich. Według danych z 1996 roku posługuje się nim 8 tys. osób.
Serwis Ethnologue (wyd. 22) wyróżnia dialekty: korupun (duram), dagi, sisibna (gobugdua), deibula, sela. Odmiana z doliny Korapun, której opis sporządził M. Bromley, jest słownikowo odmienna od odmiany z doliny Sela (być może są to dwa odrębne języki). Jednakże Jan A. Godschalk twierdzi, że chodzi o jeden język z różnymi akcentami.
Należy do grupy języków mek. Nazwa „mek” (oznaczająca wodę lub rzekę) określa szereg pokrewnych języków i kultur w tym regionie. Ethnologue (wyd. 22) zalicza korupun-sela do języków mek wschodnich, natomiast Glottolog (4.6) umieszcza dwa języki – korapun-bromley i korupun-sela – w ramach grupy zachodniej języków mek.
Jedna z jego nazw – „kimyal” – bywa też odnoszona do języka nalca (zwanego także hmanggona), również z grupy mek. Korupun jest blisko spokrewniony z nalca, nipsan i yale-kosarek.
Jest zapisywany alfabetem łacińskim.